# Doba jedová
Doba jedová je kniha toxikologa Jiřího Patočky a fyzioložky Anny Strunecké, kterou vydalo nakladatelství Triton a která se stala v roce 2011 nejprodávanější knihou v kategorii „odborná a populárně naučná kniha pro dospělé“. V roce 2021 byla česká verze knihy jejími autory aktualizována a vydána společností ProfiSales pod názvem „Doba jedová a covidová“.
Kniha se věnuje řadě kontroverzních témat jako potravinářská aditiva nebo očkování. K dílu vznesl připomínky Jiří Heřt z Českého klubu skeptiků Sisyfos, mimo jiné kritizuje, že autorka přejímá některé informace od zdrojů, které Heřt považuje za nevhodné a v některých případech se kloní k autorům, kteří konkrétní látky považují za nebezpečné oproti studiím, které jejich nebezpečnost neprokázaly.